# Червоний шлях (журнал)
«Черво́ний шлях» — громадсько-політичний і літературно-науковий місячник, заснований 1923 року в Харкові, виходив до лютого 1936 року.

## Історія журналу
Концепція журналу була детально продумана вищими партійними колами, а його вихід — заздалегідь запланований. Першими редакторами були видатні державно-партійні діячі того часу: Григорій Гринько, якого, у зв'язку з його переходом на роботу до Москви, з середини 1923 року змінив Олександр Шумський, усунений від обов'язків редактора 1926 року разом зі звільненням від обов'язків народного комісара освіти УСРР за «ухили» в національному питанні.
Відтоді короткочасно редакторами журналу стали Михайло Яловий та Микола Хвильовий, невдовзі усунені за націоналістичні «збочення». 1927 року редакцію журналу очолив Володимир Затонський.
До редакції журналу в різний час належали такі видатні діячі як Володимир Коряк, Іван Кулик, Сергій Пилипенко, Микола Скрипник, Павло Тичина, Андрій Хвиля, Володимир Юринець та ін.
Протягом 1920-х років у журналі друкувалися визначніші представники всіх течій і напрямів із ділянок літератури, мистецтва, публіцистики, історії, економіки тощо. Серед них Никифор Щербина, Борис Тен. Журнал знайомив читача із творчістю «плужан», членів «Гарту», «ланківців», неокласиків, «авангардистів», футуристів. Журнал був найрепрезентативнішим, відбиваючи на своїх сторінках силу і слабкість процесів українського відродження тієї доби.
Ліквідація «Червоного шляху» була одним з останніх актів ліквідації плюралізму в галузі культури в широкому значенні цього слова. Його наступник — «Літературний журнал» став речником єдиного методу соціалістичного реалізму.